# جورج تومسون (سياسي كندي)
جورج تومسون هو سياسي كندي، ولد في 8 فبراير 1855 في آير في المملكة المتحدة، وتوفي في 9 يوليو 1920.